# 仁科さやか
仁科 さやか（にしな さやか、1986年1月10日 - ）は、長崎県出身の競艇選手。登録番号4408。身長160cm。血液型B型。99期。長崎支部所属。
師匠は飯山晃三（登録番号3906）、同期に乙藤智史、坂元浩仁、茅原悠紀、大原由子らがいる。

## 来歴
- やまと競艇学校時代は、リーグ戦勝率3.36（準優出1　優出1）の成績を残す。
- 2006年11月8日 - 大村競艇場でデビュー。
- 2007年4月10日 - 児島競艇場での男女混合戦において初勝利（56走目）。
- 2009年12月28日 - 大村競艇場での「日本財団会長杯 クリスマス男女W優勝戦」で初優出（6着）。
- 2013年5月20日 - 大村競艇場での「第10回 夢の初優勝W決定戦」で初優勝。

## 人物・エピソード
- 2009年3月3日、長崎県佐世保市にある佐世保野球場でキャンプ中の四国・九州アイランドリーグに属する長崎セインツを、師匠である飯山晃三、競輪の緒方伸二、中野功史と共に激励訪問をした。